# 947
سنة 947 م كانت سنة بسيطة تبدأ يوم الجمعة (الرابط يظهر نموذج التقويم الكامل للسنة) من التقويم اليولياني.

## مواليد
- أبو العباس أحمد القادر بالله

## وفيات
- أبو الحسين ابن المنادي - عالم ومحدث وفقيه عراقي.